# Weitra
Weitra (cz. Vitoraz) – miasto w Austrii, w kraju związkowym Dolna Austria, w powiecie Gmünd, w pobliżu granicy z Czechami. Liczy 2 713  mieszkańców (1 stycznia 2014).